# Walk Idiot Walk
«Walk Idiot Walk» (en español: «Camina idiota camina») es el primer sencillo del álbum de la banda sueca The Hives, Tyrannosaurus Hives. Fue compuesto por Randy Fitzsimmons.

## Video musical
El video se desarrolla en una habitación blanca con diseños de crucigramas en la pared. Antes de que la música comienza, hay un cartel con un gran "!", Las ronchas aparecen. En el medio del video musical, Pelle Almqvist comienza a caminar en la pared, mientras él pasa en los diseños de crucigramas, las letras aparecen poco después, la lectura de "Walk Idiot Walk".

## En la cultura popular
Fue utilizado en una cuarta temporada del episodio, "Jinx", de Smallville. Fue utilizado en la segunda temporada del episodio, "My Mother the Fiend" de Veronica Mars. Fue utilizado como el tema principal de la WWE Diva Search 2004 que más tarde se convirtió en el tema con el exganador del Diva Search y TNA Knockout, Christy Hemme. El riff principal es similar "I Can't Explain" de The Who e incluso más similar a Metropolis Zone de Sonic 2. La canción también aparece en Guitar Rock Tour.

## Lista de canciones
Sencillo en CD
1. «Walk Idiot Walk» (Álbum Versión) - 3:31
2. «Genepool Convulsions» - 2:16
3. «Keel-Hauling Class of '89» - 2:45

## Posicionamiento
| Lista (2004)                            | Mejor posición |
| --------------------------------------- | -------------- |
| Alemania (Media Control AG)             | 74             |
| Estados Unidos (Modern Rock Tracks)     | 19             |
| Estados Unidos (Mainstream Rock Tracks) | 36             |
| Irlanda (IRMA)                          | 45             |
| Noruega (VG-lista)                      | 18             |
| Reino Unido (UK Singles Chart)          | 13             |
| Suecia (Sverigetopplistan)              | 15             |